# Alex Chilton
William Alexander "Alex" Chilton (Memphis, Tennessee, Estados Unidos; 28 de diciembre de 1950-Nueva Orleans, Luisiana, Estados Unidos, 17 de marzo de 2010) fue un cantante, compositor y guitarrista estadounidense.
Fue cantante del grupo The Box Tops, mundialmente conocidos por su famosa The Letter y después de los reconocidos Big Star y pionero del género Power Pop, además de mantener una larga carrera en solitario, que combinó con colaboraciones con otros artistas, como el caso de los Panther Burns de Tav Falco.
Era un icono de la serie B del rock & roll. The Replacements titularon una canción con su nombre en su LP Pleased to Meet Me y multitud de grupos buscan el sonido de Big Star en sus discos.
En los últimos años, varias discográficas dedicadas a la reedición en vinilo han devuelto a las tiendas los discos de Big Star, banda que, por otro lado, se ha reunido con el apoyo de los Posies Jon Auer y Ken Stringfellow, girando incluso por escenarios de España.
En dicho país el músico es especialmente querido (pese a su reconocido carácter difícil), como demuestran las versiones de sus temas realizadas por Surfin' Bichos, Los Bichos, La Secta, el disco de homenaje editado por Munster Records y el hecho de que los Vancouvers lo eligieran como productor de uno de sus discos. Curiosamente, Chilton incluyó en su repertorio habitual uno de los temas de la banda española.